# Pépinière de Krčagovo
La pépinière de Krčagovo (en serbe cyrillique : Расадник у Крчагову ; en serbe latin : Rasadnik u Krčagovu) est une ancienne pépinière située dans le quartier de Krčagovo à Užice, dans l'ouest de la Serbie. Elle est liée au souvenir des Partisans communistes, à l'époque de la république d'Užice. Le bâtiment est inscrit sur la liste des monuments culturels d'importance exceptionnelle de la République de Serbie.

## Présentation
La pépinière de Krčagovo est située au-dessus de l'hôpital de ville d'Užice. Au cours de l'automne 1941, à l'époque de l'éphémère république d'Užice, elle a abrité une fabrique d'armes des  Partisans communistes de Josip Broz Tito. Construite en matériaux durs, elle a été bombardée et détruite par les nazis le 19 octobre 1941. Après ce bombardement, la fabrique d'armes a été transférée dans les souterrains de la Banque nationale du royaume de Yougoslavie, sous le bâtiment qui abrite aujourd'hui le musée national d'Užice. Sur une façade de l'ancienne pépinière une plaque commémorative a été apposée.